# Garissa
Garissa je město v Keni, leží na řece Tana a je hlavním městem Severovýchodní provincie.
Žije zde 119 696 obyvatel, většina z nich jsou Somálci, kteří se dělí do klanů. Žijí zde i příslušníci etnických menšin.
V Garisse je celoročně suché a horké klima. Ekonomika je zaměřena na živočišnou výrobu, většina zvířat je dovážena ze Somálska.
Garissa se dostala do povědomí světové veřejnosti 2. dubna 2015, kdy na místní Garissa University College podnikla útok somálská islamistická skupina aš-Šabáb.Aš-Šabáb#.C3.9Atok na Garissa University College v Keni.2C duben 2015